# سيرغي زايتسيف (لاعب كرة قدم)
سيرغي زايتسيف هو لاعب كرة قدم روسي في مركز الهجوم، ولد في 1 مارس 1988 في ريازان في روسيا. لعب مع FC Ryazan (2010) ‏.